# Kunstleer

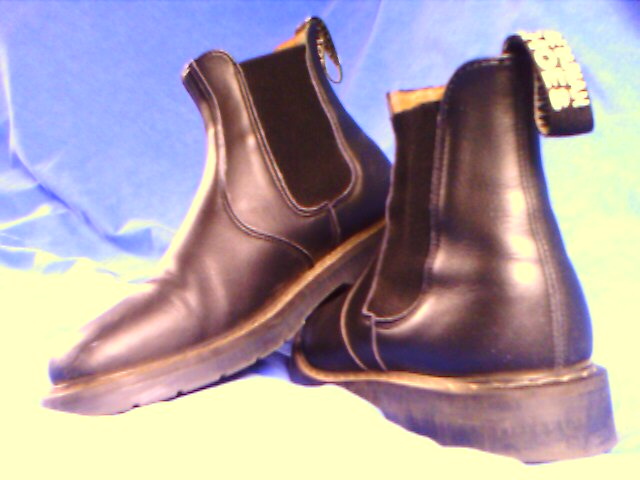
"Veganistische" laarsjes van kunstleer

Kunstleer (ook: kunstleder, imitatieleer, skai) is een imitatie van leer dat bestaat uit een kunststof die aangebracht is op een drager van textiel. In de kunststof wordt een tekening en structuur gedrukt die lijkt op de structuur van een soort leer.
Kunstleer wordt gebruikt voor bijvoorbeeld stoelen, bankstellen, handtassen, jassen en schoenen. Een van de grote voordelen is dat het geen vocht opneemt of doorlaat. Dit is belangrijk wanneer het toegepast wordt in kleding of schoenen. Er bestaat ook een soort kunstleer voor de voering van schoenen. Dit product is speciaal ontwikkeld voor dit doel en neemt wel vocht op en laat lucht door. Dit product wordt in de orthopedie gebruikt.
Er zijn inmiddels veel soorten kunstleer die een ademende werking hebben en maar moeilijk van echt leer te onderscheiden zijn. Dit zijn kunstleersoorten vervaardigd van polyurethaan met een microporeuze structuur. De kunstleersoorten die geen vocht opnemen zijn veelal vervaardigd van pvc of een pvc-polyurethaan-combinatie.
Veel gebruikte marketing termen hiervoor zijn bijvoorbeeld leatherlook en faux-leder.